# ウルトラQ dark fantasyの登場怪獣
- ウルトラQ dark fantasy > ウルトラQ dark fantasyの登場怪獣
- ウルトラ怪獣一覧 > ウルトラQ dark fantasyの登場怪獣

ウルトラQ dark fantasyの登場怪獣（ウルトラキュー ダークファンタジーのとうじょうかいじゅう）は、特撮テレビドラマ『ウルトラQ dark fantasy』に登場する架空の怪獣、宇宙人、その他の生物および物体の一覧である。
『ウルトラQ』が当初目指していたSF性や、ファンタジー、ホラーなどの要素が強調されており、「怪獣」の枠組みに当てはまらないものも多く登場する。一方で、旧作怪獣のリメイクも幾つか登場している。

## 隕石怪獣 ガラゴン
第1話「踊るガラゴン」、第16話「ガラQの大逆襲」に登場。
電子頭脳ゆえに破壊活動は行わないが、強力な電磁波を放出して都内の電波と精密機器（パソコンや携帯など）を完全に麻痺させる。ガラQを操っていたが、電磁波遮蔽パウダーを浴びて崩壊する。
第16話に登場した個体はガラゴン2号と呼称され、額から光弾を放つなど攻撃能力を搭載していたが、その光弾をガラQにパラボラで撥ね返され、それを額に受けて倒される。また、光弾はさらに跳ね返ってセミ女に直撃し、それによりセミ女は砕け散る。
- スーツアクター：横尾和則[4]
- 『ウルトラQ』に登場したガラモンのリメイクキャラクターである[5]。各方面から人気怪獣の登場を要望する声が挙がったため、第1話に選ばれた[1]。DVD『final edition』ダブルドアガイドブックでは「いとこ的なロボット怪獣」と記述している[4]。
- 最終話「虚無の扉」の冒頭で、第1話のガラゴンの映像がテレビに映っている。
- 『ウルトラギャラクシー大怪獣バトル NEVER ENDING ODYSSEY』では、オキの部屋の机上のファイルに名前のみ登場する。

## ガラQ
第1話「踊るガラゴン」、第16話「ガラQの大逆襲」に登場。
第1話ではいきなり大人気になり、「ガラQ音頭」なる踊りまでできたロボットペット。その後、ガラQに似た巨大な怪獣（ガラゴン）が現れ、ガラQがガラゴンを操っているのではないかと疑われ、全個体が回収される。しかし実際はガラQが侵略兵器であり、集団で押し寄せて熱線を武器に市街地を蹂躙する。
ただし、涼の所有していた個体は最後までガラゴンの支配から抵抗し、ガラゴンの破壊後は電子頭脳を失ったため、満身創痍状態になる。最後は涼の元に戻ってきて、抱きかかえられたまま力尽きるように機能停止する。
第16話には涼の所有する個体が修復されて登場し、危機を救うために活躍する。それ以降の出番はないが、涼の携帯の待ち受け画面としてガラQの画像が使われている。
- 声：中川亜紀子
- 侵略者に操られるというコンセプトや名前はガラモンからであるが、デザインは『ウルトラマン』に登場したピグモンを参考にしている。
- 資料によっては別名をペットロボットと記載している[4][5]。
- 撮影の用途に合わせて複数体が製作された[6]。

## 落書き宇宙人 ジラフ星人
第2話「らくがき」に登場。
謎の落書きを書く宇宙人。その落書きを書いているところを見た人間をだんだん追い詰めていき、最終的に消し去る。落書きは、狙った人間の血液内の赤血球にまで刻まれる。
- 劇中では目的が何なのかは最後まで不明のままだが[5]、小説版では地球侵略が目的であることがラストで示唆される。DVD『final edition』ダブルドアガイドブックでも侵略が目的であることを記述している[4]。
- 作中ではオールCGで表現されている。

## リビングブレイン
第3話「あなた誰ですか?」に登場。
思考実験における「水槽の脳」そのものであり、数十年前に崖から落ちて死亡したある少年の脳をその父親である科学者が保管し、機械の力を借りて生かし続けていた。栄養チューブによって生かされ続け、微弱な脳波を出し続けていた。
- DVD『final edition』ダブルドアガイドブックでは名称を生き続ける脳とし、別名をリビングブレインと記述している[4]。

## パズルの女
第4話「パズルの女」に登場。
病気で死んだ女性が、生前自分に優しくした男性に会いたくて出てきた姿。自分が好きだったパズルに化身し、毎日数ピースずつ封書で届けられる。そして全ピースをはめた人をパズルの世界へと引きずりこむ。
- 演：三浦由佳[7]（エムウェーブ・エンドレス2001でレースクイーンを担当）[8]
- 声：田辺歩[4]

## ヒエロニムスマシン
第5話「ヒエロニムスの下僕」に登場。詳しくはヒエロニムスマシンを参照。

## 偽装刑事D1&D2
第5話「ヒエロニムスの下僕」に登場。
刑事。事件の重要参考人を取り調べ中、いきなり参考人を転落死させ、ヒエロニムスマシンを使って遺体を抹消する。どうやら何かの組織のエージェントだったらしい。
- 演：野口雅弘（D1・村木）、千葉誠樹（D2・副島）
- DVD『final edition』ダブルドアガイドブックでは「偽装刑事」との設定は誤りであったとしている[4]。

## 「楽園」配達人
第6話「楽園行き」に登場。
地下社会で生産された電気を、食料・生活必需品と引き換えに地上に売り歩く謎の人物。地下で過ごす人々には素性不明の人物とされており、性別（終盤で少なくとも劇中の人物は女性と判明）や目的は不明、複数か単独かも明らかではない。
「楽園行き」を望む人たちを、地下社会に招待する案内人の役目も果たしている。格闘戦のプロだが、地上では鈍い女子社員を装う。劇中では坂本に襲い掛かるネズミ捕りを撃退し、彼の楽園からの脱出を手助けした。その際、坂本がカメラで撮影した楽園の様子を収めた写真を消去し、証拠隠滅を図っている。
- 出演：石橋けい
- 漫画版では迷い込んだ涼と尋実を救出する。

## ネズミ捕り
第6話「楽園行き」に登場。
防護服とガスマスクに全身を包んだ謎の集団。「ネズミ捕り」という名称も劇中人物によるもので、正式名称は不明。主な武器は警棒とレーザーポインター付き毒ガス兵器で、地空間清掃ロボットを率いる。
地下都市で暮らす人たちを次々と惨殺するが、その理由は不明。劇中の描写から、配達人とは敵対関係にある模様。
- 小説版と漫画版には登場しない。
- 小学館『ウルトラマンDNA』Vol.1（2004年）では人間駆除隊、DVD『final edition』ダブルドアガイドブックでは清掃局員と紹介されており、公的機関に属していると思われると解説されている[9][4]。

## 東京地空間清掃ロボット TGS-55
第6話「楽園行き」に登場。
ネズミ捕りが操る殺戮兵器。外見はキャタピラで駆動する装甲車あるいは土木作業用の重機のようなもので、ネズミ捕りはこれを使って地下の人々を殺してゆく。ネズミ捕り同様にレーザーポインターを装備している。
劇中では明確に人を殺害している描写はないうえ、名称も含めて一切このロボットに対する説明はない。「TGS」はTOKYO Gerofront Sweeperの略である。
- DVD『final edition』ダブルドアガイドブックでは別名を自走型清掃ロボと記述している[4]。
- 小説版では箱が連なったような蛇型のロボットとして描かれ、機体前面に搭載したローターで人間をミンチにしながら中に引きずり込んで殺す。
- 漫画版では巨大な人型ロボットとして描かれ、地下都市を蹂躙する。

## 綺亞羅
第7話「綺亞羅」に登場。
一見綺麗な少女だが、背中に巨大な羽根を持っている存在。落ちぶれたベーシスト坂口の前に現れて勇気付けるが、その後に殺す。背後に怪しげな亡霊（異人）を複数名従えている。
- 出演：中村有沙
- 坂口が入手した幻のジャズ名盤ブルーノートNo.1553と何らかの関連があると示唆される。
- DVD『final edition』ダブルドアガイドブックでは別名を妖精と記述している[4]。

## 異人（まれびと）
第7話「綺亞羅」に登場。
綺亞羅に付き纏っている霊。その正体は不明だが、過去にある有名なジャズの音楽家が綺亞羅と思われる天使に遭遇した後で謎の死を遂げ、今回の主人公であるベーシストの坂口も綺亞羅に殺される。
- 出演：内田恵司、佐藤正行、長井克仁、黒川和明、阿川洋章[4]

## スシ大好き遊星人 ウニトローダ
第8話「ウニトローダの恩返し」に登場。
宇宙から飛来した際に負傷して町工場の主に助けられた宇宙人。「ウニトローダ」と自分の名前を名乗ったところ、出されたウニとトロの寿司が好物になる。下町の工場で機械を腐食させるサビコングを倒そうとして自分の宇宙船を自爆させたため、故郷へ帰れなくなるが、それ以降は下町で働いて暮らす。
- 声：高戸靖広
- スーツアクター：桜井典子[4]
- 劇中のナレーションでは「ウニトローダ星人」と呼ばれる。

## 宇宙怪獣 サビコング
第8話「ウニトローダの恩返し」に登場。
サビとカビの特性を併せ持つ異星の生命体で、かつて同族がウニトローダの母星を破壊している。戦力は口から吐く赤い怪光線。地球においても下町の工場の工作機械を腐食させる。ドラムの音に反応することが付き止められ、渡来教授考案の「サビコングそーれそれそれ大作戦」により1か所に集められて1体の巨大な怪獣になる。最後は、ウニトローダの宇宙船のワープエンジンの爆発で死亡する。
- スーツアクター：横尾和則[4]
- DVD『final edition』ダブルドアガイドブックでは別名をサビモンスと記述している[4]。

## コスモネット星人 ヤマダ
第9話「午前2時の誘惑」に登場。
宇宙のテレビショッピングのセールスマン。唐突に夜中に地球のテレビに現れ、本物の若返りの薬ワカワカリンを宣伝する。それを購入したことからハプニングに見舞われた大島浩子の苦情（大島は本当に若返ると思っていなかったが、その効果は宣伝通りなので、嘘でも誇大広告でもなく、彼にとっては言いがかりも同然）に呆れる。
容姿は担当する惑星の生物に受け入れられやすい姿に変化させている。惑星営業社員・社員番号340号。
- 出演：エド山口
- 小学館『ウルトラマンDNA』Vol.1（2004年）の解説では、テレビショッピングのお得意様にはおしゃれ小鉢をサービスしてくれるらしい[11]。
- DVD『final edition』ダブルドアガイドブックでは別名を通販宇宙人と記述している[4]。
- 薬品の名称は、準備稿ではワカガエール、決定稿ではピチピッチであった[12]。

## 送り火
第10話「送り火」に登場。
人間の死を司る一族で、その死の際に「原風景」を見せて安らかな死を与え、死なせた相手の金銭を奪って生業としている。他人に素性を知られてはならないうえ、自らの過去を記憶から抹消しており、それゆえ「原風景」というものも持たない。
涼と知り合った送り火の少年ヒタキは、その「原風景」に「マザーランド」と名づける。涼たちと別れたヒタキは、仲間の赤目と共にどこかへ消える。
- 出演/ヒタキ：上條誠、赤目：周防進
- 第10話の内容は、脚本を担当した太田愛が『ウルトラマンティガ』のころから構想していたものである[13]。ヒタキの名は鳥類のヒタキに由来する[13]。
- 本作品では「少年が大人になる瞬間」を題材としていたことから、ヒタキ役にはその年代に当たる上條誠が起用された[14]。監督の原田昌樹や脚本の太田は『ブースカ! ブースカ!!』に出演していたころから上條を評価しており、担当作品に度々出演させていた[14]。
- 赤目役の周防は、映画『新世紀2003ウルトラマン伝説 THE KING'S JUBILEE』で振付師を務めていた縁から起用された[14]。
- 監督の原田は、後年病気になって送り火のような死の前に苦痛を取り除く存在の必要性を実感したという[13]。

## 三つ目のトーテムポール
第11話「トーテムの眼」に登場。
如何なる願いも叶えてくれる能力を持つ謎の人形。最初は縦に3つ並んだ目をすべて閉じた状態で現れ、願いを1つ叶えるごとに1つずつ目を開けていく。願いごとを叶えた人間は自由に願いを叶えられるが、そのための対価として周囲の大切に思うものを奪われる。叶えた人間の欲望が強ければ強いほど力を発揮し、その代償として他の人間だけでなく叶えた本人の命すら奪う。さらにかなり大袈裟な願いごとをした際には、1つの願いごとで3つの目が一気に開き、世界を滅亡させる力をも発揮する。3つの目がすべて開いた際には消滅するが、しばらくすれば何度でも現れる。
- DVD『final edition』ダブルドアガイドブックでは別名を呪神彫像（タウラ・キテカ）と記述している[4]。

## ウツギ星人
第12話「夢見る石」に登場。
「ウツギ」と名乗り、現実に疲れた大人を子供に戻して洗脳しようとする侵略者。管状の舌から強い催眠作用を持つ「スタードロップ」を生み出す。光る隕石と一心同体になっており、隕石が砕かれると同時に消える。
- 出演：諏訪太朗

## 鏡の番人 ヴァーノ
第13話「影の侵略者」に登場。
本人そっくりだが善悪の区別が付かない「入れ替わり」を操り、鏡の中から現実世界を支配しようとしていた魔神。現実世界の人間を殺して「入れ替わり」を現実世界に送り込む。自身は西洋の甲冑のような姿をしており長剣を操る。最後は、剛一と出合った「入れ替わり」・亜乃留に闇の鏡に特攻され、住処である闇の鏡と共に消滅する。
- 出演：永井正浩[4]
- 関連雑誌[要文献特定詳細情報]によっては逆光を浴びた写真が載せられるため、詳細な姿は分かりにくい。劇中に登場する文献に詳細なイラストが描かれている。
- シリーズ全体で怪獣的なキャラクターの数が少ないことから創作された[15]。メイン監督の八木毅は、脚本の段階では人間のイメージであったと証言している[3]。監督の原田は、第13話でヴァーノを登場させたことにより、第15話をキャラクター類の登場しない作品として成立させた[15]。

## 入れ替わり
第13話「影の侵略者」に登場。
ヴァーノの尖兵。正体は鏡の中に存在する影で、鏡に映った人間に擬態して実体化し、その本人を殺害して成り代わる。善悪の区別が付かず、無差別に殺人を繰り返すが、利き手が本人とは逆になっているため、見破ることが可能。
劇団の研究生・榊亜乃留に前述の経緯を経て成り代わった「亜乃留」が、うつし身の話を調査していた剛一と遭遇し、うつし身の正体について語りながら交流を深める。当初は他の個体と同様に善悪の区別が付かず、「欲しい物があれば殺して奪えばいいじゃない」と言うなど冷酷な性格であったが、剛一との交流を経て愛情が芽生えた結果、彼に感謝の意を伝えてヴァーノのいる鏡に飛び込み、ヴァーノもろとも消滅する。その後、剛一の手には「亜乃留」に買ってあげたチョーカーだけが残される。
- 出演：斉藤麻衣（亜乃留）
- 斉藤は、第10話の上條と同じく『ブースカ! ブースカ!!』に出演しており、監督の原田は成長した斉藤の大人の女性としてのイメージを強調している[3]。

## リリー
第14話「李里依とリリー」に登場。
心理学者御厨の娘・李里依の精神が、感覚剥奪実験装置（アイソレーション・タンク）による非合法な実験を受け続ける中やがてエスカレートしてゆき、その機械の浴槽に非合法薬物を入れたことで分離し、あちこちに出没するようになる。最後は、本体を列車にひき殺させて開放されようとたくらむが、成就寸前に失敗。それ以降、少しずつ実体を失い、やがて消滅する。
- 出演：山田夏海
- 『ウルトラQ』に登場した悪魔ッ子リリーのリメイクキャラクターである。初代では「催眠術のかけすぎ」だった分離の理由を、アイソレーションタンクという実在の装置の使用が原因と変更しているところが大きな相違点。
- タンクの発明者はジョン・C・リリー。悲劇の少女「李里依」の名前も、熱狂的なリリーのファンだった御厨教授が名づけたという設定である。
- その御厨教授も自宅の装置で用いて自分自身で実験していたらしく、その結果、精神と肉体が分離し、自宅にて変死という結末をたどるが、精神体は不安定ながらもさまよっていたらしく、李里依が電車に危うく轢かれる寸前にその精神体が李里依の目前に現れる。

## 老紳士
第15話「光る舟」に登場。
「海にたどりつかせることができれば、人生をやり直せるという船」を茶髪の青年にプレゼントする謎の老紳士。
- 出演：池田常雄
- DVD8巻や書籍『円谷プロ全怪獣図鑑』では謎の老紳士と表記している[5]。
- 脚本を担当した太田愛は、老紳士を「チャンスを与えてくれる存在」と想定していたが、監督の原田昌樹は送り火と同様の「死神」と解釈していた[13]。

## 光る舟
第15話「光る舟」に登場。
「海に辿り着かせることができれば、人生をやり直せる」というふれこみの小さな船。当初は致命的な設計ミスがあり、なかなか浮かばない。
- 監督の原田昌樹は、舟を渡すことは三途の川を渡ることと解釈していた[16]。

## 遊星人 セミ女
第16話「ガラQの大逆襲」に登場。
『ウルトラQ』に登場した宇宙怪人セミ人間の同種族である。木に止まったセミの幼虫から羽化するように、人間体が登場する。サディスティックで、服装もその嗜好に合わせており（セミ人間が無色透明に対し、革製で黒色）、鞭を振り回す。前回の侵略を妨害した渡来教授を捕縛し、時限爆弾付きの首輪を用いて爆殺しようとするが、ガラQによって解除される。体は非常に丈夫であり、背後から後頭部を鉄パイプで殴打されてもダメージを受けない。ガラゴン2号を切り札に出すが、涼のガラQの裏切りに遭い、ガラゴン2号と共に倒される。
- 出演：人間態・声・スーツアクター[17]：松本智代美
- 別名は、DVD『final edition』ダブルドアガイドブックでは宇宙怪人[4]、書籍『円谷プロ全怪獣図鑑』では遊星怪人と記載している[5]。
- デザイン画での名称は女セミ人間であった[4]。

### 『ウルトラマンX』に登場するセミ女
『ウルトラマンX』第16話「激撮!Xio密着24時」に登場。
ダダがリーダーを務める宇宙犯罪組織『人間標本』の一員。地球上のセミと同じく木の樹液が好物であるらしく、人間態から口部のみを元の姿に戻して樹木に針を突き刺し、樹液を啜る習性を持つ。第16話は「地球防衛チームXioを密着取材するテレビ局のクルーが撮影したドキュメント映像」という体裁になっており、その中では赤いレインコート姿で関西弁を用いる人間女性（容疑者なので素顔はモザイク処理）に擬態し、「高額のアルバイト」と称して女子大生をアジトに呼び寄せる広報役を務めていたことがうがかえる。囮捜査のために変装して来訪したアスナを招き入れたところでXio隊員たちに強行突入され、公務執行妨害容疑でアスナに逮捕される。
- 演：宇那[22]
- 本作品では「遊星怪人」の別名表記が採用されている[18][19]。
- ダダのアジトにはセミ女の顔を模した装置が置かれている[23]。

### 『ウルトラマンオーブ』に登場するセミ女
『劇場版 ウルトラマンオーブ 絆の力、おかりします!』に登場。
宇宙魔女賊ムルナウの配下である宇宙人の1体。大空大地を探すSSPメンバーをヒュプナス・クカラッチ星人・ガルメス人と共に襲撃するほか、ムルナウの館内ではワンピース姿のメイドに変身している。
- 演：安達仁美

### 『ウルトラマンジード』に登場するセミ女
『ウルトラマンジード』第16話「世界の終わりがはじまる日」に登場。
秘密組織AIBの本部職員。ゴドラ星人ゴドー＝ウィンに伝言を伝えられて研究セクションから帰還したシャドー星人ゼナを出迎え、帰還命令が出されていないことを伝える。
- 演：安達仁美
- 声：大谷美紀

### 星人遺族 セミ少女
『ウルトラマンタイガ』第6話「円盤が来ない」に登場。
チルソニア遊星出身の惑星遺族。家族で住み着いていた地球にて10年前に殺人事件に巻き込まれて両親を失い、研究施設へ送られた後は行方不明となっていた。この当時、E.G.I.S.社長の佐々木カナは外事X課に所属していたが、少女の保護権限は持っていなかったために救えなかったことから、これが活動の原動力となり、E.G.I.S.の創設につながる。
その後、劇場版のBlu-ray BOXに封入の「ULTRAMAN TAIGA THE MOVIE SPECIAL NOTE」に掲載された小説「輝く風の朝に」で生存が明かされ、カナと再会している。
- スーツアクター：新井萌心[29]
- 第6話監督の田口清隆は、子役にマスクを被せたことでアンバランスさが不気味さにもなっており、説得力のあるキャラクターになったと述べている[30]。

## 小町
第17話「小町」に登場。
時代錯誤なほど清楚で見目麗しく、チンピラと格闘戦まで行うというスーパーガール。実はアンドロイドである。どこで作られたのか一切不明だが、交通事故で砕け散った際には、「ウルツ」と書かれた現代のテクノロジーとはかけ離れたエアカーが回収しに来る。なお、ウルツによる呼称は「K-7181」である。その後、完全に修復されて現れ、惚れ込んだ青年・若林と結婚し、牧場で働く。
アンドロイドであるが、食事が可能であり、卵焼きを食べる場面がある。
- 演：長澤奈央
- 交通事故のシーンも吹き替えなしで長澤自身が演じている。今回のサブタイトルの文字も長澤によるもので、書道五段の腕前を持つ長澤の話を聞いた八木の案によるもの[31]。
- DVD『final edition』ダブルドアガイドブックでは別名をULUZ製レンタル・アンドロイド K-7131と記述している[4]。

## 金髪少年
第18話「後ろの正面」に登場。
不気味な空間に居座る謎の少年。ある少女・しおりの映像を用いて作った、出会い系サイトに引っ掛かった男たちを「かごめかごめ」の歌に合わせて惨殺する。正体は、利用されていると思われていたしおり（庄野麻子）の多重人格の1つで、「かごめかごめ」の歌を合図に入れ替わっていた。
ただし、しおりが警察に確保されたあとは、まるで逃げ出したかのように彼女の人格から完全に消え、さらに事件の経緯を都市伝説のサイトで見ていた別の少女の元にも出現するため、本当に多重人格の1つだったかは不明。
- 声：皆川純子
- 出演：山田麻衣子、新井いづみ（吹替）

## 時空超えカメラ
第19話「レンズ越しの恋」に登場。
矢島写真館の創業者・矢島重雄の戦時中の相棒だった、不思議なカメラ。創業者がラバウルで撮った写真を添付した記録帳と共に、矢島写真館の押入れの中に大切に保管されていたのを、重雄の孫であるタダシ青年が引っ張り出して屋外で使用したため、創業者の若いころの恋人だった、戦時中に生きる少女と現代に生きるタダシ青年を結ぶ架け橋として機能し始める。なお、レンズを向けられた少女にはタダシ青年が重雄に見えるようになっている。ナレーションによると、自我を有していることがうかがえる。また、タダシ青年の先輩の知り合いである量子物理学者（渡来教授）によると、「カメラ恋慕症」なる症状に陥っているらしい。その少女は最後の最後で、タダシ青年の祖母と同一人物であることが判明する。

## ゲノム新人類
第20話「密かな終幕」に登場。
遺伝子操作によって生み出された新人類で、アメーバのように分裂して増えていく。知能・スポーツすべての面で人類より優れている。人体を分解し、直接取り込む能力を持つ。正体が露見するまでは、周りの者から天才と称される反面、人間嫌いでも有名である。人の醜い心を遺伝子のせいと捉える思想を持っており、人類を優れた遺伝子に変え、統一＝自分と同化することを幸せなことだと主張する（個性を主張する人類に対し、一貫して優しい人と答えている）。
30年ほど前に生み出された人工生命であり、一種の試験管ベビーであったが、赤子のうちから強く外へ出たいという願望があり、自力でガラスを破って活動を始める。これは産みの母親にとっても想定外の行動であったらしく、驚きを見せる。産みの母親を愛した男性研究員が合体を拒絶してアポトーシスを発動させたため、1体は分裂の途中で溶解して死ぬが、時すでに遅く研究員の数人を吸収しており、ゲノム新人類が繁栄を広げていた。
- 最後のナレーションでは、タイトル通り、人類が密やかな終幕を迎えたのは確かであると答える。
- 出演：高橋かおり

## 月の魔人 ヘカテ
第21話「夜霧よ、今夜も…」に登場。
ギリシア神話の「魔女の女王にして月の女神」。長年における人類の業に我慢できず、宇宙人を率いて地球を破壊しようと画策するが、その前に正体を見破った涼を殺そうとする。ヘカテ率いる宇宙人たちは泳げないらしく、溺れた仲間を観て恐れのあまり、動けなくなる。他の宇宙人たちと違い、ヘカテ自身はカメラの強いフラッシュの光をものともしない。処罰として仲間の宇宙人を念じて燃やす能力を持つほか、ツタを蛇に変えて捕える能力を持つ。最後は地蔵の力で消滅させられ、それと同時に怪しい館も消える。
- 出演：久野真紀子
- ヘカテも同時に参照。
- 資料によっては別名を魔性の月の女神と記載している[4][5]。

## 第一、二、四〜十惑星人
第21話「夜霧よ、今夜も…」に登場。
ヘカテに率いられる地球以外の各太陽系惑星の住人代表。第八・第九・第十惑星人は燭台に姿を変えている。
- 出演：三上レイ（第一惑星人）、宮下今日子（第二惑星人）、加賀谷圭（第四惑星人）、柿澤隆史（第五惑星人）、沢田統要（第六惑星人）、岩崎光里（第七惑星人）
- 名前および配役はDVD11巻より。

## コイン怪獣 カネゴンヌ
第22話「カネゴンヌの光る径（）」に登場。
古代からその存在は知られており、金に執着心を持つ女の子が変身する怪獣と言われている。基本的にカネゴンと同種族だが、頭部（上から見て）と尻尾の先がハート型になっている。容姿も習性もカネゴンとほぼ同じだが、女の子らしく頭部にトゲがなく後方にピンクのビーズのアクセサリー付きのお下げが2本あり、ヘソはコインメーターになっている。足跡は上下に逆さハートがある形状であり、歩くとボコボコとかわいい足音が鳴る。普段は明るい性格だが、金のために父親まで追い出した母と姉を疎ましく思っていた小学高学年の少女、金谷ハナエが変身する怪獣。
父の大切にしていた壺の力で、壺の中に貯めこんでいた硬貨が増加し、思わず自分の布団の上にばらまき、その上に寝そべって恍惚の微笑みを浮かべた時硬貨の山に吸い込まれ、悲鳴を上げる。吸い込まれる時は頭から硬貨の中に沈んでいき硬貨の山から片手を出してもがく状態になる。タイムトンネルのような空間に吸い込まれながら思わず踏ん張ったとき、発した閃光と共に変身し誕生する。3人の女の子のクラスメイトと共に騒動を巻き起こし、タロット風の占い師から一番自分を愛してくれる人と出会えば元の姿に戻れると告げられ、最後に父親と再会し、空から直撃した閃光を受け火花が飛び散りながら脱皮するように元のハナエの姿に戻る。吸い込まれた時はパジャマ姿だったが戻ったときは60年代的な洋服とホットパンツに大きなサングラスを頭にかけていた。しかしハナエと父親が自宅に帰ってみると母と姉がハナエのカネゴンヌが落とした壺の力でカネゴンヌに変身し、それを見たハナエは「あーあ、やだやだ、大人になるってカネゴンヌになることだったのね」と思わずあきれ微笑む。
- 声：宮内彩花（変身前の金谷ハナエ役も担当）
- スーツアクター：高津房代

## OZシステム
第23話「右365度の世界〜ALICE in the 365 degree world〜」に登場。
パラレルワールドに物や人を転送させるシステムで、渡来教授のゼミの受講生である吉安が独学で作り上げたもの。OZマシンの発動時、虹色の光が集束されて1滴のしずくとなって落ち、その粒子振動のデータが受信され、その次にデータを送信された携帯電話に出ることで、自分だけが観測者の世界（＝パラレルワールド）へ転送される。発明者である吉安自身は、「虹の波動装置」とノートに書いている。
偶然、猫のシュレディンガーがスイッチを押したことで、そばにいた渡来の受講生の1人である乙村を巻きこみ、世界が無限に広がる事件を起こすこととなる。波動を浴びたことでシュレディンガーはパラレルワールドを自由に行き来できるようになり、無限の可能性の粒子をばら撒き、世界を無限に分裂させる危機を生み出す。最終的には、可能性の波の数だけシュレディンガーが分裂を起こすが、その危機を回避して重なる世界を再び収縮させたのは、乙村の1滴の涙による粒子振動であった。渡来教授の説明によれば、誰かに何かを伝えたいという想いが涙の波動をスピン2回転させ、世界を元に戻す。
- タイトルの書体イメージは、『鏡の国のアリス』をモチーフとしており、ヒロインである乙村をアリスに見立てている。

## 雛
第24話「ヒトガタ」に登場。
一見ただの球体関節人形だが、実は内部に「人の心を吸い上げ動き続ける永久機関」が仕込まれており、その力で「生きて」いる。元々は40センチメートル程度の人形であったが等身大に成長し、心を吸う対象と次第に会話が可能になる。元帝大教授の物理学者によって造られ、雛自身、父と称する。哲学者門野に拾われて彼の心をとりこにするが、門野を愛する京子に嫉妬され、呪殺される。だが門野と心でつながっていたため、結果的に彼の命と共に消滅する。
- 声：原知佐子
- 劇中、帝都大学でかつて千里眼事件が起こったことが語られ、福来友吉とみられる教授の話が語られる（ただし、福来は帝都大学ではなく、帝国大学助教授）。
- 話のモチーフになったのは江戸川乱歩の『人でなしの恋』で[35]、主人公の名前やストーリーの結末（門野が人形と心中する）など似通った部分が多い。
- 人形を作ったのは人形作家の山本じん。人形の名前は「ミニヨン」という。監督の実相寺昭雄は人形展でこの人形を気に入って本作品に用いた[36]。この人形は、実相寺が以前に監督した『ウルトラマンダイナ』第38話「怪獣戯曲」にも登場するが、この時は服を着ていなかった。
- 脚本では、京子が雛をナイフで壊そうとするが、門野が雛を守ろうとして死亡してしまい、京子が雛を入れたボストンバッグを持って旅立つところで終了するという展開であった[35]。
- 脚本での表記はヒナであった[35]。
- 声は門野役の堀内正美からの推薦により実相寺の妻である原が選ばれた[37]。堀内によれば、実相寺は妻を起用することに照れがあったが、試写では「原にしてよかった」と述べたという[37]。

## 異なもの
第25話「闇」に登場。
幽霊の集合体のようなもので、廃墟中継に訪れた取材クルーを振り回す。スタッフの1人に憑依してポルターガイスト現象を起こし、最後は自分たちの領域を汚したテレビディレクターを刺殺する。とり憑かれた女性スタッフはそのまま姿を消した。
- 幽霊の象徴となる絵画は山本じんの作品を借用している[36]。顔のオブジェは山本の作品のレプリカを使用している[36]。セットのデザインは山本のアトリエを参考にしている[36]。
- 本作品の舞台は、脚本を担当した小中千昭が学生時代に訪れた実相寺が監督を務めたテレビドラマ『波の盆』の現場のイメージが反映されている[38]。準備稿では、女子大生失踪事件の取材という設定であり、超常現象の直接的な描写はなかった[39]。

## 電波怪人 レキューム人
最終話「虚無の扉」に登場。
自分たちの創造力を使い果たしたため、文明の発達によって繁栄を続ける地球人の創造力を手に入れようと、電波に乗って地球にやってきた宇宙人。実際の目的は、漫画家・笹山の創造力で自分たちに良いような世界を作ることである。人間を亜空間に閉じ込める能力を持つ。人間の頭からレキュームガスを奪う時、赤いレーザーのような基軸が向けられる。レキュームを奪われた子供は創造力をなくし、顔を描けなくなる。その実体は電波で、最後は数百メートルの巨大な姿に実体化し、第2東京タワーを破壊しようとするが、上半分の部分を圧し折ると同時に、至近距離から放たれた電波を浴びて溶けるように崩壊する。
- 劇中の渡来の説明によれば、最近、大脳新皮質で発見されたイオンガスの名がレキュームであるとされ、人間のイマジネーション（想像力）に深く関わる微弱なイオンガスであるとされる。漫画家である笹山がレキューム人の正体を漫画として書き上げたのはまったくの偶然であり、レキューム人が興味を示すこととなる。
- 『ウルトラQ』に登場したケムール人のリメイクキャラクター。現存しないカラーの初代ケムール人の、のこぎりの歯のような形の模様は鮮やかなブルーであったということから胴体は青となっている。
- 本エピソードは本放送版とDVD収録版で結末が異なっており、本放送版では物語をナレーションが「フィクション」と語っているのに対し、DVD収録版では「未来の話」と語っている。

### 『劇場版 ウルトラマンオーブ』に登場するレキューム人
『劇場版 ウルトラマンオーブ 絆の力、おかりします!』に登場。
宇宙魔女賊ムルナウの配下である宇宙人の1体。サーペント星人とともに大空大地を幽閉している部屋を監視している。
- 声：花村想太（Da-iCE）
- 声は主題歌を担当したボーカルグループDa-iCEのメンバーである花村が担当した[40]。登場時のサーペント星人との会話はアドリブである[40]。

### 『ウルトラマンジード』に登場するレキューム人
『ウルトラマンジード』第20話「午前10時の怪鳥」に登場。
地球人の社会に潜伏し、情報を収集して売買する情報屋。伏井出ケイに、AIBがエンペラ星人カプセルとダークルギエルカプセルを保管している情報を教える。
- 演：安達仁美
- 声：松本健太
- その後、映画『劇場版 ウルトラマンジード つなぐぜ! 願い!!』では別個体が沖縄の宇宙人街に等身大サイズで登場し[43]、乱闘に加わっている。

### 『ウルトラマンタイガ』に登場するレキューム人
『ウルトラマンタイガ』第2話「トレギア」に登場。
ヴィラン・ギルドの構成員である宇宙人。12年前に単独で現れ、ヒロユキが保護していた幼海獣 チビスケを強奪。上空の宇宙船へ戻る最中、チビスケを取り戻そうと足にしがみ付くヒロユキを振り落とした。
そして、現代で怪獣兵器としてキングゲスラに改造し、第三埠頭の倉庫群で操って破壊工作を行った。人間態では3体が作業員に変装していた。
- 声：福原かつみ

### 『劇場版 ウルトラマンタイガ ニュージェネクライマックス』に登場するレキューム人
映画『劇場版 ウルトラマンタイガ ニュージェネクライマックス』に登場。
両腕に構えたトンファーでヒロユキたちを襲撃するが、湊イサミに倒される。